# (1729) Beryl
(1729) Beryl – planetoida z grupy pasa głównego asteroid okrążająca Słońce w ciągu 3 lat i 121 dni w średniej odległości 2,23 au. Została odkryta 19 września 1963 roku w Goethe Link Observatory (Indiana Asteroid Program) w Brooklynie w stanie Indiana. Nazwa planetoidy pochodzi od Beryl Potter, która w latach 1949-1966 pracowała przy Indiana Asteroid Program. Przed nadaniem nazwy planetoida nosiła oznaczenie tymczasowe (1729) 1963 SL.